# Procurator omnium bonorum
In diritto romano, con la locuzione latina procurator omnium bonorum, in italiano procuratore di tutti i beni,  si definisce colui che rappresenta e amministra tutti i beni di un altro individuo. 

## Origini storiche
La figura del procurator omnium bonorum si sviluppa a partire dalla seconda metà del II secolo a.C. in concomitanza con un periodo di grande espansione territoriale romana, e di progressiva concentrazione della proprietà fondiaria. Fino a quel momento, infatti, non era stata ancora sentita come necessaria l'esigenza di servirsi di un soggetto estraneo alla propria organizzazione familiare a cui affidare la gestione dell'intero patrimonio, o di una consistente parte di esso. In un'economia agricola basata fino ad allora sui fondi di modeste dimensioni, il pater familias poteva agevolmente occuparsi in prima persona di tutti gli affari che lo riguardavano, con il solo aiuto dei membri della sua familia. Quando l'espansione territoriale romana fu tale da consentire la formazione di ingenti patrimoni, peraltro in regioni spesso assai distanti dall'abitazione della famiglia, nacque la necessità di affidare l'amministrazione del proprio patrimonio ad un unico soggetto che se ne occupasse stabilmente. 
All'inizio si trattò di un liberto, schiavo manomesso, che al tempo in cui era in schiavitù svolgeva le medesime funzioni di gestione del patrimonio del dominus. Il liberto diveniva procurator omnium bonorum in seguito alla praepositio, atto unilaterale del dominus con cui venivano conferiti i più ampi poteri al procurator.
Solo successivamente si ebbero procuratori omnium rerum ingenui per la gestione del patrimonio.

## Azioni a tutela del rapporto di procura
Due sono le ipotesi ricostruttive avanzate dalla dottrina romanistica. Secondo un primo orientamento l'azione che regolava in origine i rapporti tra procurator omnium bonorum e principale era l'actio negotiorum gestorum. Alla base di questa tesi vi era una concezione della procura che la considerava, almeno durante l'epoca classica, nettamente distinta dal mandato.
Secondo un'altra ipotesi ricostruttiva, fondata sul presupposto che il procurator omnium bonorum ripetesse i propri poteri  non da un atto di praepositio ma da un mandato generale, per la tutela di tali rapporti veniva invece impiegata l'actio mandati.